# 1828 a tudományban
Az 1828. év a tudományban és a technikában.

## Események
- Jedlik Ányos elkészíti villámdelejes forgonyát

## Kémia
- Friedrich Wöhler egyszerű kémiai reakció segítségével karbamidot, tehát szerves vegyületet állít elő (a vizelet egyik összetevőjét). Ezzel megdőlt az addig uralkodó életerő-elmélet.[1]
- Jöns Jakob Berzelius svéd vegyész korának legpontosabb atomtömeg-táblázatát publikálja, fölfedezi a tóriumot

## Születések
- január 24. – Ferdinand Julius Cohn német botanikus, mikrobiológus, Robert Koch mellett a mikrobiológia egyik megalapozója († 1898)
- szeptember 4. – Abt Antal magyar fizikus, a földmágnesesség kutatója († 1902)

## Halálozások
- július 30. – Isaac de Rivaz  (François Isaac de Rivaz) francia feltaláló (* 1752)
- augusztus 22. – Franz Gall osztrák orvos, agykutató, anatómus, a frenológiai irányzat elindítója (* 1758)
- december 22. – William Hyde Wollaston angol kémikus és fizikus, a ródium és a palládium felfedezője[2] Nevét viseli a wollastonit nevű ásvány (* 1766)